# 2014年冬季残疾人奥林匹克运动会白俄罗斯代表团
2014年冬季残疾人奥林匹克运动会白俄罗斯代表团是白俄罗斯派出的2014年冬季残疾人奥林匹克运动会代表团。获得3枚铜牌。